# Ichiro Nakagawa

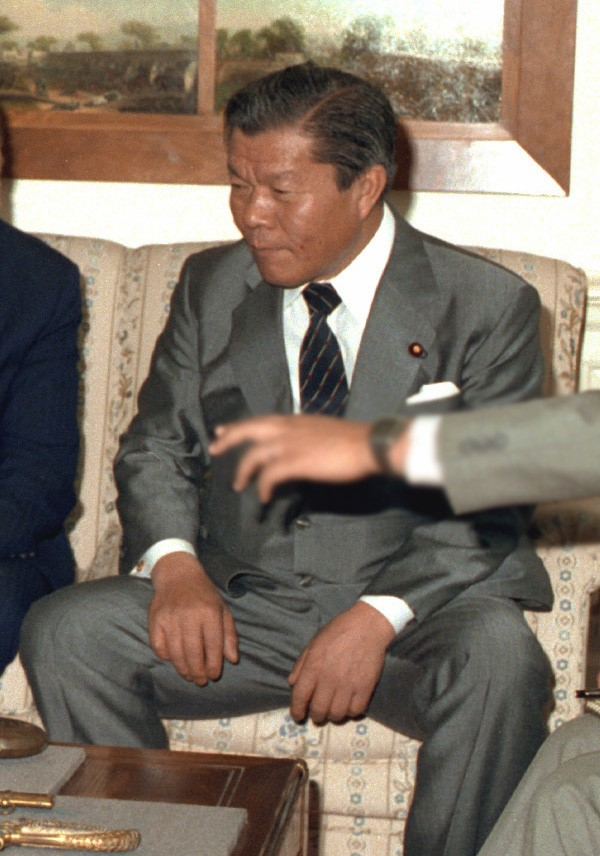
Ichiro Nakagawa (1982)

Ichiro Nakagawa (Japans: 中川 一郎, Nakagawa Ichirō) (Hiroo, 9 maart 1925 - Sapporo, 9 januari 1983) was een Japans politicus uit Hokkaido voor de Liberaal-Democratische Partij (LDP). Hij was minister van landbouw en economie. Nakagawa pleegde in 1983 zelfmoord in een hotel in Sapporo. Shoichi Nakagawa, die ook minister werd, was zijn oudste zoon.
- CiNii: DA18536088
- Gemeinsame Normdatei: 133482170
- International Standard Name Identifier: 0000 0000 7877 3303
- Library of Congress Control Number: n80003313
- Bibliotheek van het Japanse parlement: 00128420
- Nationale Bibliotheek van Israël: 987012438463305171
- Virtual International Authority File: 43127464
- WorldCat: E39PBJjXfRVtfghrymWgcRDH4q